# Iglesia de San Nicolás de Bari (Requena)

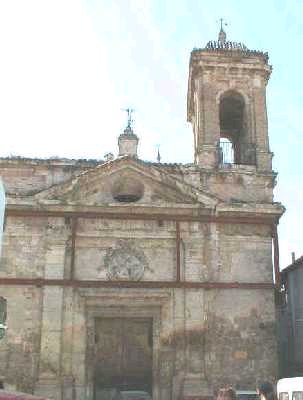
Vista parcial de la fachada

La iglesia de San Nicolás es la más antigua de las tres iglesias existentes en Requena (Provincia de Valencia, España). Situada junto a la muralla medieval en el primitivo arrabal de la ciudad, declarada conjunto histórico-artístico en 1966. Fue en su origen un templo gótico finalizado en el siglo XV, que fue objeto de sucesivas ampliaciones y reformas en los estilos arquitectónicos de cada momento. Constituye una magnífica y armoniosa síntesis del gótico, renacimiento, barroco y neoclásico, realizada por importantes arquitectos y artistas de su tiempo.

## Resumen histórico
Se formulan varias hipótesis sobre el origen de esta iglesia, aunque no parece ponerse en duda su mayor antigüedad con respecto a las otras dos iglesias requenenses. Cobra fuerza la hipótesis de Piqueras Haba que junto a Rafael Bertomeu, apoya la tesis de una primitiva capilla consagrada a la Purísima que pudiera haber servido como iglesia cristiana en tiempos del Califato de Córdoba; siendo las iglesias de El Salvador o de Santa María mezquitas que fueron consagradas como iglesias cristianas después de la conquista. El hecho de su uso como iglesia cristiana desde sus orígenes justificaría su mayor antigüedad.
La advocación de la iglesia a San Nicolás el Magno, patrono de la ciudad, es señal de la importancia que desde sus orígenes tuvo esta parroquial. San Nicolás poseyó los privilegios inherentes a su fundación como parroquia más antigua y entre ellos estaba el organizar la procesión del Corpus Christi «a costa del Rey nuestro Señor» como puede leerse en las «Constituciones del cabildo Eclesiástico de esta Villa» renovadas en 1762.
Es posible que la iglesia gótica se mandara construir por los primeros pobladores cristianos de la Villa, 30 caballeros de la nómina del rey y eclesiásticos del obispado de Cuenca, poco tiempo después de haber sido otorgada la Carta Puebla por parte de Alfonso X en 1257.
La primera noticia de su construcción se conserva en una inscripción en su fábrica que dice: «Esta iglesia se composió a... de junio de MCCCCLVIIII años siendo cura de ella el honrado Hernán Pérez de Enjuano». Se supone que la iglesia fue terminada en esa fecha, si bien se sabe que la fachada gótica fue construida hacia el año 1551. Según manuscrito de Marcos Pedrón, contemporáneo de la misma, quien también habla de otras obras sin especificar realizadas entre 1551 y 1558.
La fachada gótica, según algunos autores, fue destruida en la guerra de Sucesión, en un bombardeo que dejó en estado ruinoso el edificio gótico y el ábside fue suprimido por la ampliación iniciada en 1723.
Esta ampliación fue consecuencia de un momento floreciente y de bonanza económica de Requena, y fue ejecutada en el estilo neoclásico al gusto de la época. La obra se inició entre 1723-27 y en el estado actual de la iglesia, corresponde al tramo final del templo que incluye el crucero, la cúpula y el presbiterio.
Los responsables de esta intervención fueron José Mínguez y Antonio García. El primero aragonés, formado en el taller de Valencia de Pérez Castiel, colaboró en la construcción del Palacio de San Pío V, en la iglesia parroquial de Chelva, en Valencia en San Lorenzo y en las torres campanario de San Valero de Ruzafa, entre otras. Antonio García, también valenciano, trabajó en la parroquial de Chiva y también se sabe que colaboró en Requena en la iglesia de Santa María.
También intervinieron Mauro Minguet, maestro de obras, Pérez Castiel, arquitecto, el escultor Ignacio Vergara, Tomás Artigues, escultor y tallista, y el pintor José Parreu quien realizó las pinturas del trasagrario, conocido por sus aportaciones a la pintura al fresco en materia de barnices y colorantes.

## Descripción arquitectónica
La iglesia, según describe el diccionario de Madoz, tiene «51 varas de larga y 11 ½ de ancha. Delante del presbiterio hay un cimborrio crucero con una elevación céntrica de 24 varas, y un diámetro de cúpula de 11 varas y cuarto».
El edificio gótico constaba de una sola nave cuyos cuatro tramos se cubrían por bóvedas de crucería que descansan en los contrafuertes, entre éstos se ubican las capillas laterales. La iluminación se resolvía mediante óculos laterales quedando la cubierta de las capillas a un nivel inferior de la parte central. No obstante los arcos formeros de las bóvedas recuerdan a los que se están haciendo en la iglesia valenciana del Patriarca en el siglo XVI y las de San Andrés y San Esteban de principios del XVII, y podrían ser las obras que se están ejecutando en esta época a las que alude Pedrón en su manuscrito anteriormente citado. Posiblemente se realizó una recomposición de las bóvedas de crucería a la manera ya del siglo XVI.
Quedan restos de una decoración posterior barroca, en las capillas laterales, consistente en una moldura quebrada adornada en su centro por angelotes y los recercados de las ventanas de estas. También se conservan en este estilo las claves pinjantes de las bóvedas de crucería, que recuerdan las de la iglesia de San Esteban de Valencia.
Entre 1723 y 1788 San Nicolás fue objeto de importantes ampliaciones con el objeto de convertirla en una iglesia al gusto del momento. Y fue realizado el crucero, la cúpula semiesférica sobre tambor y el presbiterio, un ábside semicircular tras un tramo de bóveda de cañón, que se conservan. Se insinúan los brazos del crucero, dándoles la altura de la nave central. La solución de la cubierta se resuelve elevando los muros exteriores de las capillas laterales, cubriendo la nave con una techumbre a dos aguas ocultando las primitivas entradas de luz. Además de esta ampliación Mínguez y García revocaron todo el interior del templo, cubriendo con molduras y enlucidos el primitivo templo.
En 1742 se realiza la torre cuyos materiales (ladrillo para el campanario y azulejos vidriados en azul y verde para el tejado) son los mismos que los utilizados en la cúpula por lo que se podría atribuir a los mismos Mínguez y García, aunque su construcción se retrasase con respecto a las otras obras. La construcción de la torre afectó gravemente al edificio al romper la bóveda primitiva del primer tramo, debilitando su estructura.
En cambio la portada de piedras sillares no guarda semejanzas constructivas con la torre y además fue realizada más tarde según la inscripción que aparece en su frontis:

Se hizo esta iglesia con. do la Iglesia Unive

N.º S. S.º Pío VI. La de Cuenca el Ilmo. Sr. D.

Felipe Antonio Solano. Los R. de España
 
la Mag. de el señor D. Carlos III. Esta parroquial

el Dr. D. Benito Cuevas de la Fuente.
 
Y siendo mayordomo de su fábrica D. Joseph

Enriqu de Navarra y Zelaia. Año MDCCLXXXVIII.

Sigue un canon propio del estilo neoclásico cuya puerta adintelada se encuentra enmarcada por dos pilastras dóricas de orden gigante que sustentan un frontón triangular que sirve de coronación de la misma. Sobre la puerta adintelada se encuentra un medallón del patrón San Nicolás de Bari.
Durante el siglo XIX la iglesia fue sometida a ciertas reformas de escasa importancia. Se abrieron unos sótanos debajo del presbiterio, para habilitarlos como osario, que recientemente han quedado al descubierto.
En 1849 se abrieron pequeñas capillas sobre los muros de la iglesia para dar cobijo a varias imágenes procedentes del antiguo convento de San Francisco, exclaustrado en 1835. De mediados de siglo fueron las pinturas al fresco de Vicente Lledó y que después se perderían. Más tarde se restauró la capilla del sagrario, dotándola de nuevas pinturas y de otro retablo, corriendo a expensas de D. José de la Cárcel Marcilla.
Por último, las tres campanas que se conservan fueron colocadas a lo largo del mismo siglo XIX.
Durante la guerra civil de 1936, al igual que el resto de las iglesias de Requena, San Nicolás fue saqueada. Sus imágenes fueron quemadas en la hoguera encendida en la plaza y las puertas, ventanas y vigas utilizadas como combustible para protegerse del frío.
El templo después de la guerra civil fue cerrado al culto sufriendo un rápido deterioro.